# Avalau
Avalau und Teafuafou ist eine zweigeteilte Riffinsel im südlichsten Riffsaum des Atolls Funafuti, Tuvalu.

## Geographie
Die Insel bildet die Südwestspitze des Riffsaums. Die nächstgelegenen Motu sind Tengasu im Norden und Motugie im Osten.
Sie liegt im Bereich des Schutzgebiets Funafuti Conservation Area.